# 淫祀
淫祀指不合適的祭祀或祭祀不在國家祀典當中的神明，即现代所谓“民间宗教”。古代中國為了維護社會秩序，以“禮”作為維繫道德倫理之準則，希望人民能因為禮的教化而建立良好的道德觀，為了避免百姓道德倫理的價值觀發生錯亂，規定了各種禁止之行為。這種觀念也見於漢字文化圈其他國家。
關於宗教信仰之部份則為禁止人民進行各種“淫祀”。《禮記·曲禮》謂：「非其所祭而祭之，名曰淫祀。淫祀無福。」“敦孝悌以重人倫，篤宗族以昭雍睦，和鄉黨以息爭訟，重農桑以足衣食，尚節儉以息財用，隆學校以端士習，黜異端以崇正學，講法律以儆愚頑，明禮讓以厚風俗，務本業以定民志，訓子弟以禁非為，息誣告以全善良，誡窩逃以免株連，完錢糧以省催科。”
清人孫希旦注稱：“非所祭而祭之，謂非所當祭之鬼而祭之也；淫，過也，或其神不在祀典，如宋襄公祭次睢之社，或越分而祭，如魯季氏之旅泰山，皆淫祀也。淫祀本以求福，不知淫昏之鬼不能福人，而非禮之祭，明神不歆也。”

## 内涵
所謂的淫祀包含了越份之祭與未列入祀典之祭兩種。中國神祇有三大部份，分為天神、地祇、人鬼，在此不論天神、地祇（及物精），只論人鬼之部份，按《禮記．祭法》載：“夫聖王之制祭祀也，法施於民則祀之，以死勤事則祀之，以勞定國則祀之，能禦大菑則祀之，能捍大患則祀之。”可知能為人所祭之人鬼，除了家家戶戶自己的祖先之外，就只能是有功於國家地方者方得受祠祀之享。
雖說有功之人得受享祀，但是“非其所祭而祭之”亦屬「淫祀」。以江南之地為例，過去江南曾有“三高祠”祀范蠡、張翰、陸龜蒙，三忠祠祀伍員、張巡、岳飛，然士人們皆認為“三高祠”不應祠祀范蠡，因其曾進美女、寶器以惑吳王，為吳人之仇敵，“禮不祀非族，況可仇敵乎？”是以不得祀也。張巡、岳飛雖忠，但與吳地毫無瓜葛，亦不應祀，祭之則屬淫祀，“古之有功德於民者，廟食百世，豈無其所，而顧為愚夫愚婦之所假託哉。”。

## 历史中的淫祀
與國家認定的正統神祇所相反的淫祀，其所受到的待遇則與正統神祇相反，歷來皆為士人所譏，甚而以武力所禁。例如西漢平帝時有「班教化、禁淫祀、放鄭聲。」；東漢第五倫「禁絕淫祀，人皆安之。」；東漢末曹操「禁斷淫祀，姦宄逃竄，郡界肅然。」；魏文帝詔「自今其敢設非禮之祭，巫祝之言，皆以執左道論，著于令。」，魏明帝詔「郡國山川不在祀典者，勿祠。」；晉武帝時詔「不在祀典，除之。」；北魏明帝「詔除淫祀，焚諸雜神。」；北周武帝「禁諸淫祀，禮典所不載者，盡除之。」；南朝宋武帝「禁淫祀，除諸房廟。」。
由於「淫祀」之定義向為「官方」所訂之，是以此時被視之為正祀之神，在彼時又被認為是妖淫精鬼。六朝之前，佛教在中土多為士人認為「佛，外國之神，非諸華所應祠奉」之淫祀；蔣子文傳說於三國時期產生，最初是顯靈迫孫權為之立廟，東晉時被尊為晉守護神，南朝宋武帝時被視為淫祀而毀壞其廟宇，然而南朝宋又於孝武帝時復起蔣山祠，之後蔣子文信仰在南朝即當穩固，甚而被封為「帝」。然至宋時，其聲勢則為關羽所掩蓋，明代時其位則從「帝」被貶為「公」或「王」。項羽兵敗自刎死後被尊之為神，在漢代自然被視為淫祀，然陳武帝封其為「帝」，是重要的武神。至宋代後，地位亦被關羽取代。
- 宋代以後，開始人格化的文昌帝君
原本乃文昌星，星宿神祇。宋代道教地方信仰興起，兼之政府開始大量科舉取仕，在四川，梓潼地方性的人鬼「張亞子」，被視為文昌星化身。也因此，究竟是地方神靈，還是文運之神，經過數百年的爭議，終至嘉慶六年（1801年）進入祀典，正式被認為是文運之神。由於該人鬼信仰源於梓潼，故又有梓潼帝君之稱號。

- 明代的玄天上帝
此神祇源於遠古四帝、四靈、四象與星宿信仰之結合，道教成形之後，其位格亦屬道教大神。於宋代時成為人格神。其成為明代護國家神有兩種傳說，分別為曾顯神跡幫助明太祖與明成祖，故成為明代官方神祇，明鄭時期此神祇亦是臺灣最主要之信仰之一，後至清領時期因政治因素，被大力貶抑，以媽祖此信仰取代。

- 清代的「關聖帝君」
有關清代關羽信仰的論文所在多有，故不多談。此中「帝」乃因道教素有「帝君」之神號，故賜此「帝君」之號乃致其尊，非封爵，民間常以此字附會其地位與帝王齊平，乃以字害意之誤也。

- 另有「天后」（傳說因媽祖有功於施琅攻臺灣、澎湖，故為清廷晉封為天后）、「雙忠」（張巡、許遠）、等以及地方神祇如臺灣的「保生大帝」、「開漳聖王」、「清水祖師」、「青山王」、「三山國王」等。